# 赣南师范大学
赣南师范大学是坐落在中华人民共和国江西省赣州市的一所师范类高等院校。

## 校史沿革
赣南师范大学成立于1958年6月，初名赣南师范专科学校，1960年，更名为赣南师范学院并开始招收本科生。其后校名随学校建制变迁而几经更改，1962年，江西省调整高等院校后，学校一度停止招收新生，只负责培训中学教师，但在1964年学校恢复招生。1978年起，因中华人民共和国恢复大学入学考试制度，学校转为面向赣州地区招生；并于1984年恢复为本科层次的赣南师范学院；2009年，获教育硕士专业学位研究生培养资格，开始招收硕士生；2016年3月，中华人民共和国教育部同意学校更名为赣南师范大学，建制延续至今。

## 现况
赣南师范学院共有67个本科专业，其中，化学、历史学2个专业为国家级特色专业。设有文学院、新闻与传播学院、政治与法律学院、马克思主义学院、历史文化与旅游学院、外国语学院、教育科学学院、数学与计算机科学学院、物理与电子信息学院、化学化工学院、脐橙学院（生命与环境科学学院）、地理与规划学院、商学院、音乐学院、美术学院、体育学院、继续教育学院、高等职业教育学院、国际教育学院等19个教学学院，面向全国29个省（市、区）招生。